# Assalto
Assalto es el segundo álbum de estudio del cantante español Huecco. Este trabajo, que salió a la venta el 22 de abril de 2008, entró en el puesto número 24 de los cien discos más vendidos en España. Para su segundo álbum, grabado en Los Ángeles bajo la tutela de Thomas Russo, el cacereño se ha inspirado en géneros tan dispares como el flamenco, la ranchera o la chanson francesa. La primera canción elegida para promocionar este segundo trabajo fue «Reina de los angelotes» cuyo vídeo registró más de un millón de visitas en Youtube y alcanzó el número 5 en la lista de éxitos de la radio alemana.
Assalto cuenta con dos colaboraciones a destacar: en «El burro de Mayabe», Huecco comparte canción con la cubana Lena, mientras que en «Se acabaron las lágrimas» hace lo propio con Hanna (cantante española que puso la voz a la sintonía de la Vuelta ciclista a España 2007). Este tema, que fue lanzado como tercer sencillo del álbum, consiguió en España el disco de platino gracias a las 40 000 descargas que registró. Todas las canciones del disco están cantadas en castellano, salvo «Tô morrendo por você» donde Huecco se atreve con el portugués y «Je pense à tes yeux», donde hace lo mismo con el francés.

## Lista de canciones
| N.º | Título                                       | Escritor(es) | Duración |  |
| 1.  | «Mis bichitos»                               | Huecco       | 3:33     |  |
| 2.  | «Reina de los angelotes»                     | Huecco       | 2:52     |  |
| 3.  | «Los tesoros imposibles»                     | Huecco       | 3:50     |  |
| 4.  | «Creo»                                       | Huecco       | 3:51     |  |
| 5.  | «Se acabaron las lágrimas (Dueto con Hanna)» | Huecco       | 4:12     |  |
| 6.  | «Cerezas»                                    | Huecco       | 3:48     |  |
| 7.  | «Mirando al cielo»                           | Huecco       | 3:58     |  |
| 8.  | «El burro de Mayabe (Dueto con Lena)»        | Huecco       | 3:56     |  |
| 9.  | «Se me olvidó olvidarte»                     | Huecco       | 3:26     |  |
| 10. | «Si me ayudas a volar»                       | Huecco       | 3:52     |  |
| 11. | «Je pense à tes yeux»                        | Huecco       | 3:42     |  |
| 12. | «Tô morrendo por você»                       | Huecco       | 4:31     |  |
| 13. | «Assalto»                                    | Huecco       | 0:58     |  |

## Posiciones y certificaciones

### Semanales
| País   | Ranking         | Primera semana | Posición de ingreso | Mejor posición | Semanas en la mejor posición | Semanas en el ranking | Última semana |
| ------ | --------------- | -------------- | ------------------- | -------------- | ---------------------------- | --------------------- | ------------- |
| Europa |                 |                |                     |                |                              |                       |               |
| España | Top 100 álbumes | -              | -                   | -              | -                            | -                     | -             |

### Copias y certificaciones
| País   | Proveedor  | Año | Certificación | Copias certificadas (según IFPI) |
| Europa |            |     |               |                                  |
| España | Promusicae | -   | -             | -                                |